# Nederlandse kampioenschappen schaatsen afstanden 2020 - 5000 meter vrouwen
De 5000 meter vrouwen op de Nederlandse kampioenschappen schaatsen afstanden 2020 werd gehouden op zondag 29 december 2019 in Thialf in Heerenveen. Titelverdedigster was Esmee Visser, die de titel pakte tijdens de Nederlandse kampioenschappen schaatsen afstanden 2019. Zijn prolongeerde haar titel.

## Uitslag
| #      | Schaatsster         | Tijd    |
| ------ | ------------------- | ------- |
| Goud   | Esmee Visser        | 6.50,96 |
| Zilver | Irene Schouten      | 6.54,87 |
| Brons  | Carlijn Achtereekte | 6.55,04 |
| 4      | Reina Anema         | 7.03,83 |
| 5      | Carien Kleibeuker   | 7.03,83 |
| 6      | Melissa Wijfje      | 7.03,90 |
| 7      | Ineke Dedden        | 7.07,77 |
| 8      | Aveline Hijlkema    | 7.14,05 |
| 9      | Imke Vormeer        | 7.14,46 |
| 10     | Esther Kiel         | 7.23,79 |

 Uitslag